# Podwójne uderzenie (reality show)
Podwójne uderzenie – to program typu reality show ukazujący nam losy śledzony przez kamerę nastoletnich zawodników drużyny futbolowej Hoover Buccaneers z Hoover High School w stanie Alabama. Po czterech z rzędu zwycięstwach w mistrzostwach stanowych wszyscy liczą na piąte trofeum. Jednak przygotowania do rozgrywek to nie wszystko. Chłopcy borykają się także z codziennymi problemami zwykłych nastolatków. Seria ukazuje ich życie w bardzo trudnym okresie przygotowań do zawodów, kiedy waśnie z rodzicami i problemy dojrzewania nie powinny zakłócać rytmu treningów.